# Серилья, Анхель
Анхель Серилья (исп. Ángel Cerilla; 26 января 1924, Фрай-Бентос) — уругвайский футболист, игравший на позиции полузащитника.

## Карьера
Анхель Серилья начинал заниматься футболом на родине в малоизвестном клубе «Насьональ» из города Фрай-Бентос. В 1947 году уругваец приехал в Италию и стал игроком «Наполи». Одновременно с Анхелем в команде появился его соотечественник Дандоло Кандалес. Серилья официально дебютировал в составе партенопейцев 28 декабря 1947 года во встрече с «Ливорно» (счёт — 0:1 в пользу соперника). Всего же в сезоне 1947/48 уругвайский полузащитник сыграл 9 матчей в Серии А. По итогам того сезона «Наполи» занял последнее место и вылетел из высшего дивизиона страны.
Несмотря на то, что Кандалес тогда ушёл из команды, Серилья остался на следующий сезон. Он принял участие в 18 играх Серии B и забил один гол. Клуб из Неаполя не смог в сезоне 1948/49 вернуться в первую лигу Италии, заняв 5-е место в Серии B. В 1949 году Анхель вернулся на родину.